# Jamagucsi Szatosi (labdarúgó, 1978)
Jamagucsi Szatosi (Kocsi, 1978. április 17. –) japán válogatott labdarúgó, edző. 2021-től a Shonan Bellmare vezetőedzője.
A japán U20-as válogatott tagjaként részt vett az 1997-es ifjúsági labdarúgó-világbajnokságon.

## Statisztika
| Japán válogatott | Japán válogatott | Japán válogatott |
| Időszak          | Mérk.            | gól              |
| ---------------- | ---------------- | ---------------- |
| 2009             | 2                | 0                |
| Összesen         | 2                | 0                |